# Tanja Žakelj
Tanja Žakelj, född 15 september 1988, är en slovensk tävlingscyklist.
Žakelj tävlade för Slovenien vid olympiska sommarspelen 2012 i London, där hon slutade på 10:e plats i damernas terränglopp i mountainbike. Vid olympiska sommarspelen 2016 i Rio de Janeiro slutade Žakelj på 13:e plats i mountainbike.